# Leeds Bradford International Airport
Leeds Bradford International Airport (Leeds Bradford internationale lufthavn) tjener byerne Leeds og Bradford samt omkringliggende områder af West Yorkshire and North Yorkshire. 
Lufthavnen er den største base for flyselskabet Jet2.com. Der er flyvninger til de fleste større europæiske lufthavne  samt flyvninger til Pakistan. 
Lufthavnen er beliggende i Yeadon i den nordvestlige del af Leeds og er den største i Yorkshire.

53°51′57″N 1°39′38″V / 53.8658°N 1.6606°V